# Nomo pitio
El nomo pitio es una composición que se interpretaba en la Grecia Antigua en honor de Apolo. Tenía lugar en los juegos pitios y se tocaba con flauta sola y sin acompañamiento de canto. 
Según Estrabón contaba de cinco partes todas ellas alusivas al combate de Apolo con la serpiente Piton: 
1. la anacrousis o preludio
2. el empeira o principio del combate
3. el catakeleusmo o el combate en sí mismo
4. los yambos y dactylos o el pean o cánticos de alegría por la victoria, cánticos rimados
5. las syringes o imitación de los silbidos de la serpiente expirando bajo los golpes mortales que le descarga el dios

Otra división hace también Pólux en las cinco partes siguientes: 
1. la yeira en la que Apolo se dispone para el combate buscando la ventaja
2. el catakeleusmo en la que el dios provoca a la serpiente
3. el yambo, en el que lucha que abarca otras dos: el sonido del clarín de la trompeta y el odontismo que imita el rechino de los dientes de la serpiente durante el combate
4. el spondeo que representaba la victoria del dios
5. el cathacoreusis, en el que Apolo celebra su triunfo